# سامسونگ جی‌تی-بی۷۳۳۰

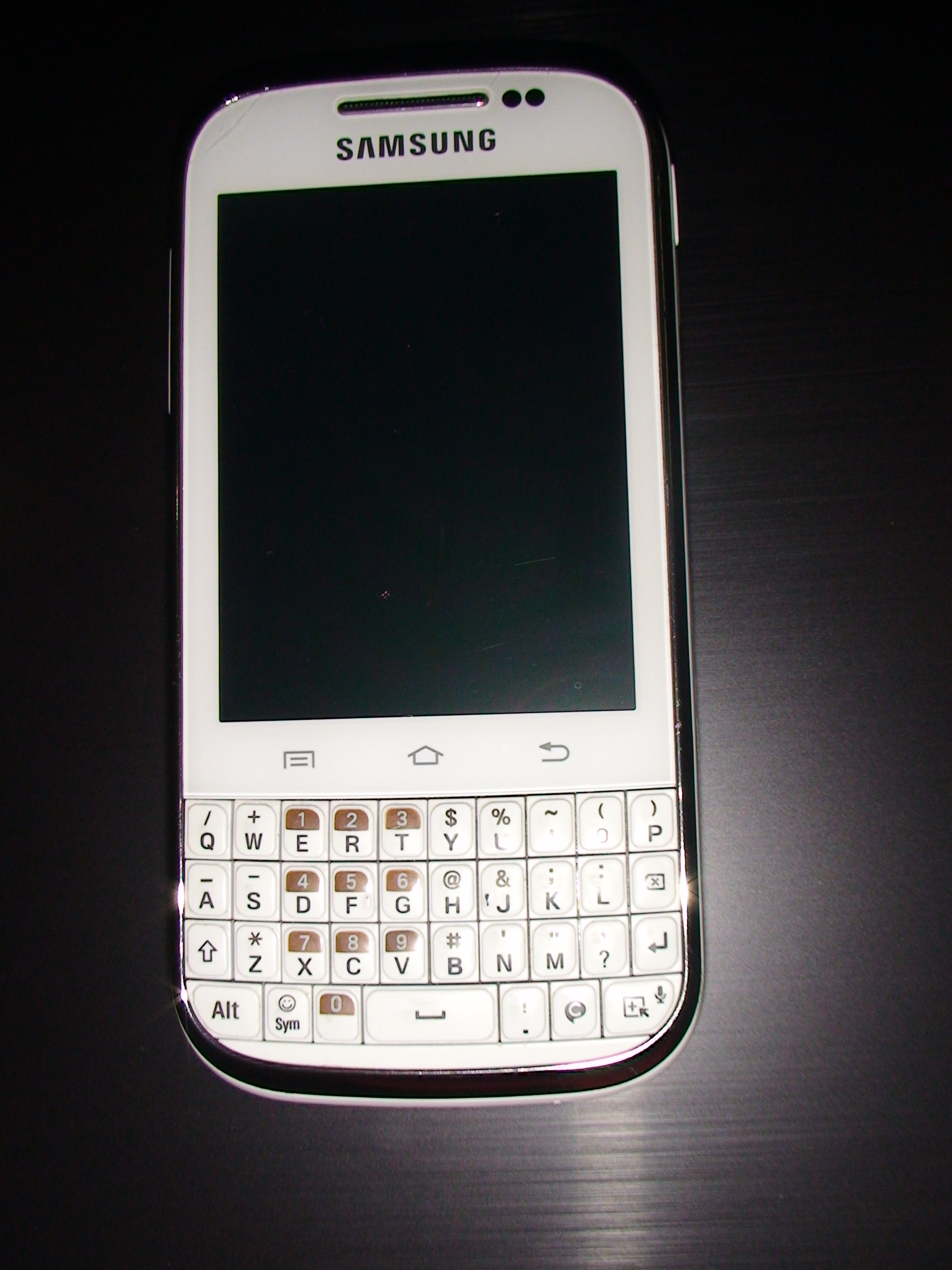
گلکسی جی تی بی

سامسونگ جی‌تی-بی۷۳۳۰ یک‌نمونه از گوشی‌های تلفن همراه سری B شرکت سامسونگ می‌باشد  که توسط همین شرکت به بازار عرضه شده‌است.